# Ghiacciaio Belogradchik
Il ghiacciaio Belogradchik (in inglese Belogradchik Glacier) è un ghiacciaio lungo 14 km e largo 5,6, situato sulla costa di Oscar II, nella parte orientale della Terra di Graham, in Antartide. In particolare, il ghiacciaio si trova sul versante meridionale delle montagne di Aristotele, a sud del ghiacciaio Jeroboam e a ovest del ghiacciaio Ambergris, e da qui fluisce verso sud-est, scorrendo sul lato sud-orientale del duomo Madrid, fino ad unire il proprio flusso a quello del ghiacciaio Flask, poco a est del monte Fedallah.

## Storia
Il ghiacciaio Belogradchik è stato così battezzato dalla Commissione bulgara per i toponimi antartici in onore della cittadina di Belogradchik, nella Bulgaria nord-occidentale.  